# Belägringen av Fellin
Belägringen av Fellin ägde rum mellan den 25 mars till den 17 maj 1602 under det andra polska kriget. Polsk-litauiska trupper, ledda av hetman Jan Zamoyski, belägrade den svenskockuperade staden Fellin (dagens Viljandi i Estland). Den polsk-litauiska armén på cirka 5 000 soldater stormade staden, medan de svenska försvararna på omkring 800 man drog sig tillbaka till stadens slott. Efter ett frontalangrepp mot slottet, under vilket Wendens vojvod Jürgen von Farensbach dödades, kapitulerade den svenska garnisonen, trots att en grupp finska soldater vägrade att kapitulera och sprängde sig själva i slottets torn. Fellin återtogs senare av svenskarna efter en belägring år 1608.